# مرکز تجارت جهانی دالیان
مرکز تجارت جهانی دالیان (چینی ساده: 大连世界贸易中心; چینی سنتی: 大連世界貿易中心; پین‌یین: Dàlián Shìjiè Màoyì Zhōngxīn) یک آسمان‌خراش با ارتفاق ۲۴۲ متر و ۵۰ طبقه است که در سال ۲۰۰۰ در دالیان،چین افتتاح شد.